# Cesar Bordeaux
Cesar Bordeaux Rego Alvan (ur. 14 grudnia 2001) – brazylijski zapaśnik walczący w stylu wolnym. Zajął 34. miejsce na mistrzostwach świata w 2022 roku. 
Ósmy na igrzyskach panamerykańskich w 2023. Brązowy medalista mistrzostw panamerykańskich w 2022 i 2023. Wicemistrz igrzysk Ameryki Południowej w 2022.
Wicemistrz panamerykański U-23 w 2024 roku.